# Hans Oster
Pour les articles homonymes, voir Oster (homonymie).
Hans Oster, né le 9 août 1887 à Dresde et mort le 9 avril 1945 au camp de concentration de Flossenbürg, est un général allemand qui fut l'adjoint de Wilhelm Canaris à l'Abwehr, le service de renseignement de l'armée allemande, et un opposant au nazisme.

## Biographie
Né à Dresde, en Saxe dans une famille pastorale d'origine alsacienne, Après son baccalauréat, il s'engage dans la carrière d'officier de carrière et rejoint en 1907 le 48e régiment d'artillerie de campagne en tant que Fahnenjunker. Hans Oster est officier de l'état-major allemand pendant la Première Guerre mondiale.
Il est une figure centrale de la résistance au nazisme. Au début de 1937, il préparait déjà un coup d'État contre Hitler : le comte Hans-Jürgen von Blumenthal et d'autres officiers devaient marcher sur la Chancellerie du Reich et arrêter Hitler. Le plan est abandonné quand le Premier ministre du Royaume-Uni de Grande-Bretagne et d'Irlande du Nord Neville Chamberlain adopte une politique d'apaisement.
Après le déclenchement de la Seconde Guerre mondiale entre les alliés franco-anglais et l'Allemagne, Hans Oster informe son ami Bert Sas, attaché militaire néerlandais à Berlin, plus de vingt fois sur la date exacte, sans cesse repoussée, de l'invasion de la Hollande. L'attaché militaire belge Goethals transmet aussi plusieurs fois des indications similaires. Mais, alors que Sas n'est pas cru, les Belges préviennent les Français chaque fois qu'ils ont des renseignements, comme convenu secrètement entre le roi Léopold III de Belgique et le général en chef français Gamelin, notamment le 13 janvier. Finalement, la date de l'attaque, soit le 9, soit le 10 mai, est connue grâce à Oster et confirmée par l'attaché militaire français en Suisse. Mais les Alliés ne peuvent en tirer tout le parti que procurent de bons services de renseignements, car ils sont militairement dépassés face au Reich.
En 1943, victime d'une méfiance grandissante, et suspecté d'aider les Juifs, Oster est démis de son poste. Il est arrêté par la Gestapo le lendemain de l'attentat du 20 juillet 1944 contre Hitler. Le 8 avril 1945, à la suite d'un procès spectacle où il comparaît en compagnie de Dietrich Bonhoeffer et Wilhelm Canaris, il est condamné à mort. Hans Oster est pendu le lendemain au camp de concentration de Flossenbürg.

## Famille
Resté en Allemagne après 1918, Hans Oster épouse à Dresde en 1912 Gertrud Knoop (1889–1956), fille de Carl Heinrich Knoop (1838–1902), conseil en propriété industrielle à Hambourg, et d'Evelyn Knoop (née en 1851).
Ils auront trois enfants : 
- Achim (1914–1983), général de division ;
- Harald (1919–1943), lieutenant, mort à Stalingrad ;
- Barbara (1921-2019), infirmière à Hambourg.